# Escuela de Guerra Naval (Japón)
La Escuela de Guerra Naval (海軍大学校 Kaigun Daigakkō?) era la universidad del personal de la Armada Imperial Japonesa, responsable de los oficiales de entrenamiento para los puestos de comando en los buques de guerra, o en papeles del personal.
La Escuela de Guerra Naval fue abolida en mayo de 1945, meses antes del final de la Segunda Guerra Mundial. Sus edificios fueron entregados al Instituto Nacional de Enfermedades Infecciosas del Ministerio de Sanidad, Trabajo y Bienestar y fueron demolidos en 1999. La Academia de Guardacostas de Japón, ubicada en Kure, heredó su biblioteca de unos 8.000 volúmenes.

## Historia
En la década de 1880, la Armada Imperial Japonesa se dio cuenta de la necesidad de un estudio de posgrado por parte de oficiales graduados en la Academia Naval Imperial Japonesa. El ministro de Marina Saigō Tsugumichi autorizó la formación de la Escuela de Guerra Naval el 14 de julio de 1888 en Tsukiji, Tokio, acogiendo su primera clase a partir del 28 de agosto de 1888. El mismo año la Academia Naval Imperial Japonesa se trasladó de Tsukiji a Etajima, en la Prefectura de Hiroshima.
La Armada se dirigió al Reino Unido para obtener ayuda en la modernización y su occidentalización, el cual le proporcionó asesores militares para ayudar en el desarrollo del plan de estudios de la Armada Real Británica. El primer director fue Inoue Kaoru y uno de los primeros asesores extranjeros fue el capitán John Ingles, que dio clases desde 1887 hasta 1893. Ingles introdujo los elementos de las tácticas occidentales, la importancia de los oficiales de mando en matemáticas y física, y las tecnologías necesarias para operar buques de guerra de vapor.
Las instalaciones originales de la Escuela de Guerra Naval fueron destruidas por el terremoto de Kantō de 1923. El 27 de agosto de 1932, sus instalaciones se trasladaron a Kamiōsaki.

### Admisión
En comparación con la Escuela de Guerra del Ejército, los oficiales de la Armada tardaron más en solicitar la admisión en la Escuela de Guerra Naval. Un teniente o teniente comandante podía pedir la solicitud solamente después de diez años de servicio activo tras la graduación en la Academia Naval Imperial Japonesa. Dentro de ese período de diez años, la mayoría de los solicitantes también se graduaron en una o más escuelas técnicas especializadas, como la artillería naval o la escuela torpedo, con cursos de seis meses cada uno. El curso en la Escuela de Guerra Naval era de un año.